# Tschunkiw
Tschunkiw (ukrainisch Чуньків; russisch Чуньков Tschunkow, rumänisch Cincău, deutsch (bis 1918) Czinkeu) ist ein Dorf im Norden der ukrainischen Oblast Tscherniwzi mit etwa 1400 Einwohnern (2001).
Das in der Bukowina gelegene Dorf liegt im Norden des Rajon Sastawna auf 235 m Höhe 2 km westlich vom Ufer des Dnister an der Territorialstraße T–26–30.
Die Entfernung zum südlich gelegenen ehemaligen Rajonzentrum Sastawna beträgt 10 km, das Oblastzentrum Czernowitz liegt 40 km südlich der Ortschaft.
Am 31. Mai 2019 wurde das Dorf ein Teil neu gegründeten Landgemeinde Kadubiwzi im Rajon Sastawna, bis dahin bildete es die Landratsgemeinde Tschunkiw (Чуньківська сільська рада/Tschunkiwska silska rada) im Norden des Rajons.
Seit dem 17. Juli 2020 ist der Ort ein Teil des Rajons Tscherniwzi.

## Söhne und Töchter der Ortschaft
Die ukrainische Schriftstellerin, Übersetzerin, Pädagogin, Folkloristin und Ethnographin Jewhenija Jaroschynska (1868–1904) kam am 18. Oktober 1868 in Tschunkiw zur Welt.